# Alie van den Bos
Alida Johanna (Alie) van den Bos (Amsterdam, 18 januari 1902 - aldaar, 16 juli 2003) was een Nederlands gymnaste. Zij maakte deel uit van de turnploeg die in 1928 goud won tijdens de Olympische Spelen van Amsterdam. De dames van deze ploeg waren de eerste Nederlandse vrouwelijke olympische kampioenen. Het programma was in 1928 beperkter dan tegenwoordig: het bestond uit een gemeenschappelijke gereedschapsoefening, een toestelnummer naar keuze en een paardesprong naar keuze.
Van de twaalf leden van de gouden turnploeg waren vijf van Joodse afkomst. Vier van hen, Stella Agsteribbe, Ans Polak, Lea Nordheim en Judikje Simons, en coach Gerrit Kleerekoper, werden tijdens de Tweede Wereldoorlog om het leven gebracht in een concentratiekamp. Van den Bos bood Agsteribbe nog aan haar kinderen in huis te nemen, maar deze wilde ze niet in de steek laten.
Van den Bos bleef na haar actieve carrière de turnsport trouw. Zo was ze trainster van de Nederlandse ploeg die in 1948 in Londen vijfde werd. Aan het eind van haar leven was zij de oudst levende olympisch kampioen ter wereld. Daarom werd haar door het IOC zijn hoogste onderscheiding, de Olympic Order, toegekend. Deze werd haar uitgereikt door Anton Geesink. 
Ze overleed in 2003 op 101-jarige leeftijd. In 2015 werd een straat naar haar genoemd in de Sportheldenbuurt op het Zeeburgereiland in Amsterdam.
1928: Agsteribbe, Burgerhof, De Levie, Nordheim, Polak, Simons, Stelma, Van den Berg, Van den Bos, Van der Vegt, Van Randwijk, Van Rumt ·
1936: Bärwirth, Bürger, Frölian, Iby, Meyer, Pöhlsen, Schmitt, Sohnemann ·
1948: Honsová, Kovářová, Misáková, Müllerová, Růžičková, Šilhánová, Srncová, Veřmiřovská ·
1952: Gorochovskaja, Botsjarova, Minaitsjeva, Oerbanovitsj, Danilova, Sjamrai, Dzjoegeli, Kalintsjoek ·
1956: Manina, Latynina, Moeratova, Kalinina, Astachova, Jegorova ·
1960: Moeratova, Latynina, Astachova, Ljoechina, Ivanova, Nikolajeva ·
1964: Latynina, Astachova, Voltsjetskaja, Zamotajlova, Manina, Gromova ·
1968: Koetsjinskaja, Voronina, Petrik, Karasjova, Toerisjtsjeva, Boerda ·
1972: Toerisjtsjeva, Korboet, Lazakovitsj, Boerda, Saadi, Kosjel ·
1976: Filatova, Grozdova, Kim, Korboet, Saadi, Toerisjtsjeva ·
1980: Davydova, Filatova, Kim, Naimoesjina, Sjaposjnikova, Zacharova ·
1984: Szabo, Cutina, Păucă, Grigoraș, Stănuleț, Agache ·
1988: Baitova, Sjevtsjenko, Strazjeva, Lasjtsjenova, Boginskaja, Sjoesjoenova ·
1992: Boginskaja, Lysenko, Galijeva, Goetsoe, Groedneva, Tsjoesovitina ·
1996: Miller, Dawes, Strug, Moceanu, Phelps, Chow, Borden ·
2000: Răducan, Amânar, Olaru, Boboc, Isărescu, Presăcan ·
2004: Ban, Eremia, Ponor, Roșu, Șofronie, Stroescu ·
2008: Yang, Cheng, Jiang, Deng, He, Li ·
2012: Douglas, Maroney, Raisman, Ross, Wieber ·
2016: Biles, Douglas, Hernandez, Kocian, Raisman ·
2020: Achajmova, Listoenova, Melnikova, Oerazova ·
2024: Biles, Carey, Chiles, Lee, Rivera